# سنگ لوزه
سنگ لوزه (Tonsillolith یا tonsil stones یا tonsillar calculi) توده‌ای از کلسیفیکاسیون (مواد کلسیومی) است که در شکاف لوزه‌ها تشکیل می‌شوند و یکی از عوامل و علل بوی بد دهان به شمار می‌آیند.
با وجود اینکه به صورت معمول در لوزه‌های کامی بیماران تشکیل می‌شوند، اما امکان تشکیل آنها در حفره زبانی (لوزه زبانی) نیز هست و به صورت عمده از کلسیم تشکیل می‌شوند اما می‌توانند شامل مواد معدنی دیگر مانند فسفر، آمونیاک و منیزیم و کربنات هم باشند.
افراد در بعضی موارد آنها را به صورت جسم خارجی در حلق خود احساس می‌کنند. خارج کردن آنها ممکن است سخت باشد اما در اکثر موارد تهدیدی به حساب نمی‌آیند.
وزن ثبت شده سنگ‌های لوزه بین ۰٫۳ تا ۴۲ گرم است.

## نشانه‌ها و نشانگان
سنگ لوزه ممکن است هیچ نشانگانی ایجاد نکند یا اینکه توأم با بدبویی دهان باشد یا در بلع غذا ایجاد مشکل کند.
سنگ لوزه در نوجوانان بیشتر از  افراد بالغ و کودکان  رخ می‌دهد. بسیاری از سنگ لوزه‌های کوچک، نشانگان قابل توجهی ایجاد نمی‌کنند. بعضی از سنگ لوزه‌ها حتی با وجود اینکه بزرگ هستند تنها توسط عکس‌برداری با اشعه ایکس یا سی‌تی اسکن تشخیص داده می‌شوند.
سایر نشانگان‌ها عبارتند از طعم فلز، سفت شدن یا بسته شدن گلو، سرفه‌های پشت سر هم و احساس خفگی.

## درمان
معمولاً نیاز به درمان خاصی نیست چنانکه تنها معدودی از سنگ لوزه‌ها هستند که نشانگان ایجاد می‌کنند.
بعضی افراد قادرند با نوک زبان‌شان سنگ لوزه را بردارند. دستگاه دهان‌شویه نیز می‌تواند در این زمینه مفید باشد و شکاف‌های لوزه را به طور کامل شست‌وشو دهد. 

### کورتاژ
برای سنگ لوزه‌های بزرگ ممکن است به کورتاژ نیاز باشد، پس از آن نیز به شست‌وشوی کامل برای شستن تکه‌های کوچک نیاز است.

## نگارخانه

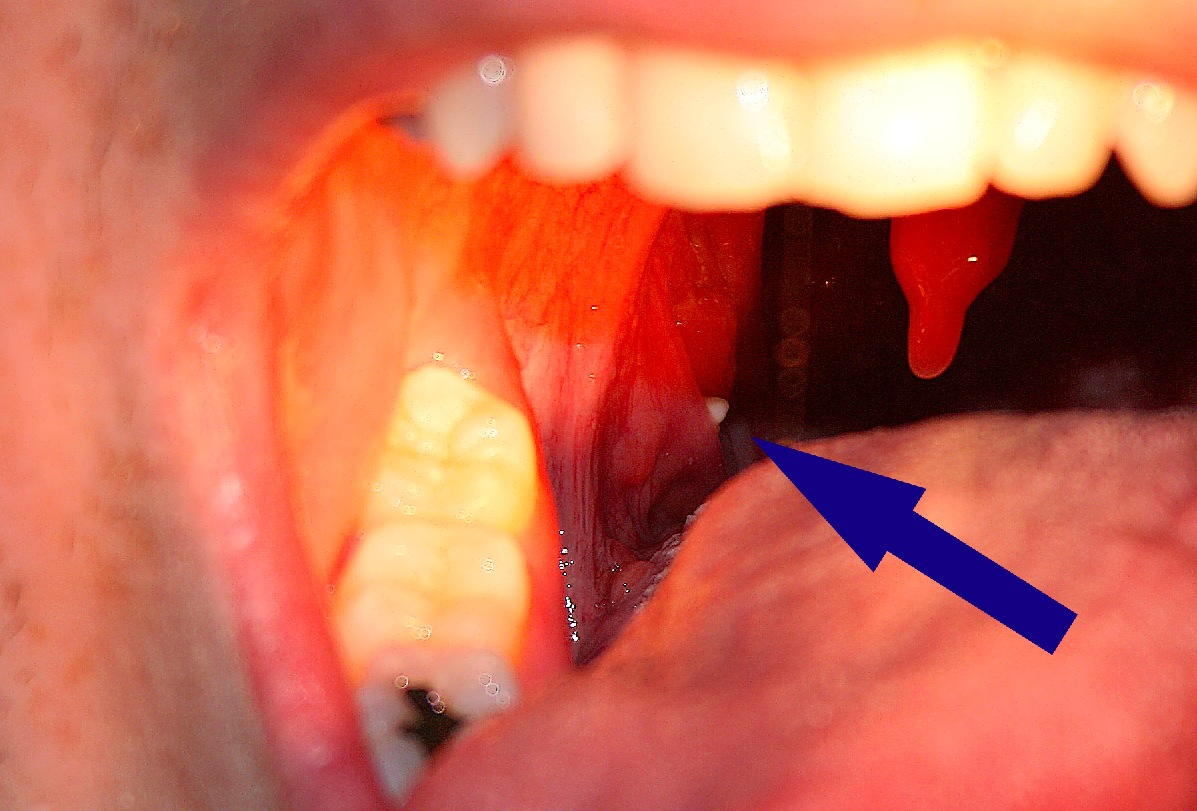
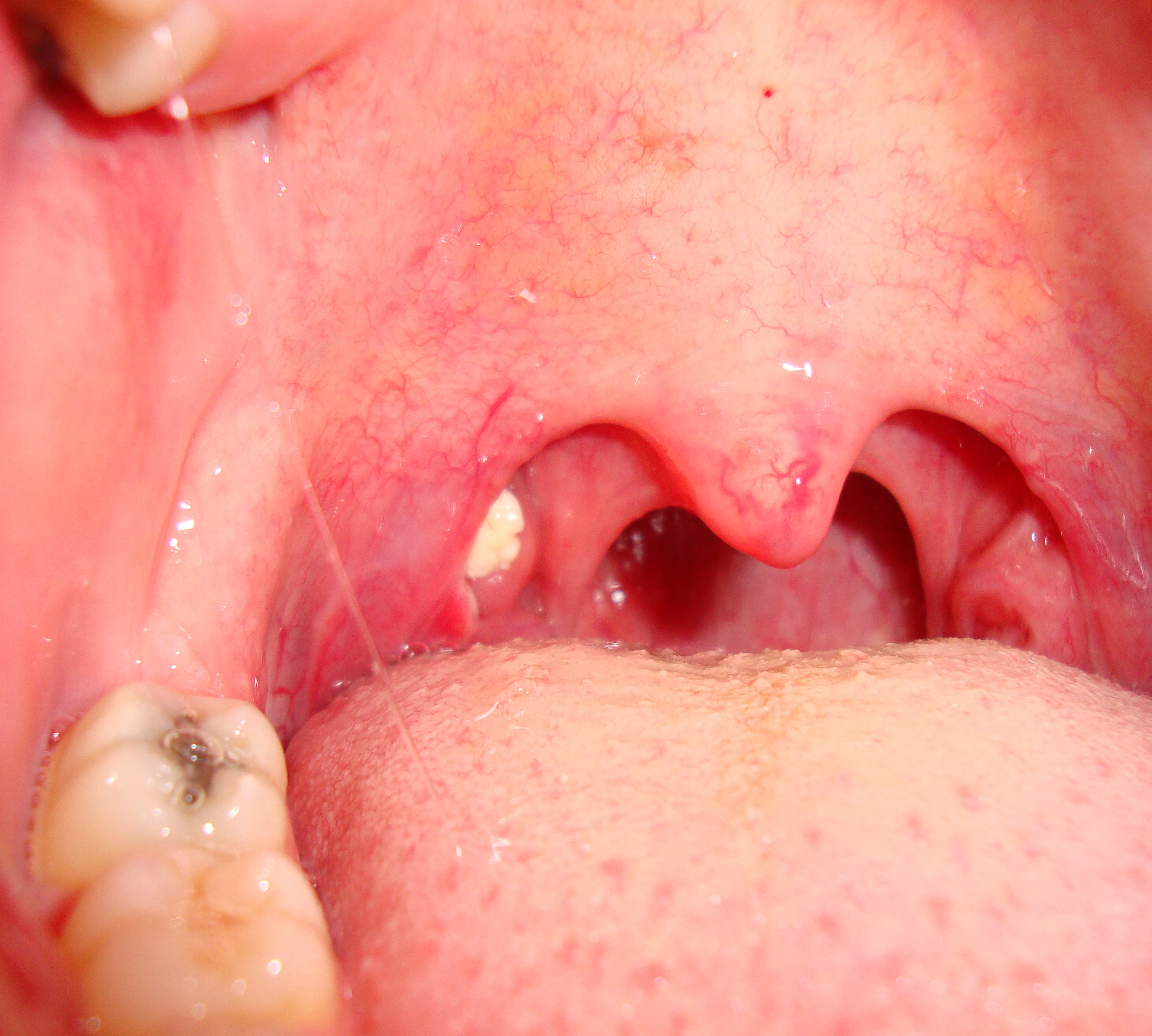
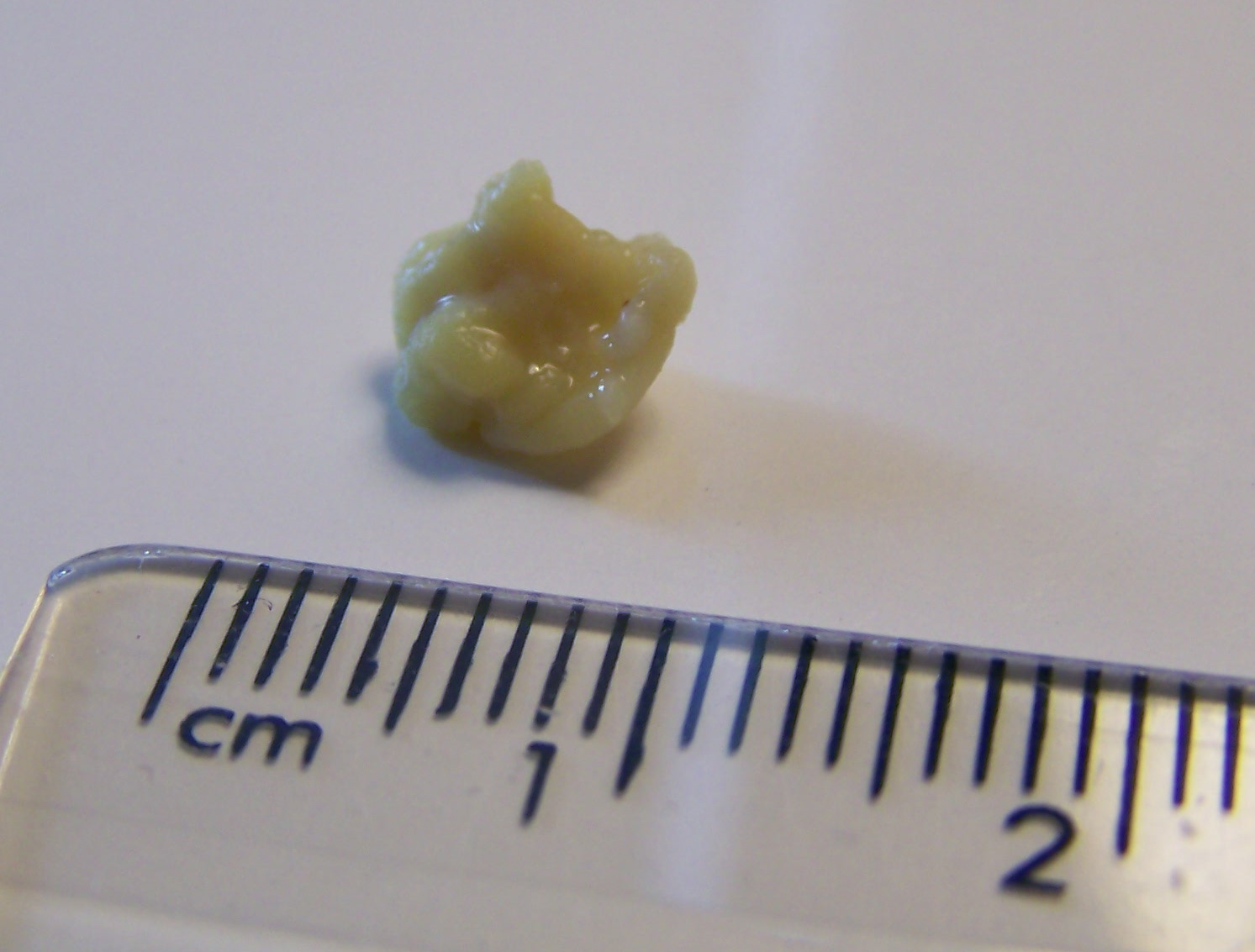